# Radio City Music Hall
Radio City Music Hall is een concert- en theaterzaal in het Rockefeller Center in New York. De locatie was enige tijd de voornaamste trekpleister van de stad. Het interieur is in 1978 tot monument verklaard.

## Geschiedenis
Het 49.000 m² grote complex in Manhattan, dat bekendstaat als het Rockefeller Center, werd ontwikkeld tussen 1929 en 1940 door John D. Rockefeller, Jr. op land dat werd gehuurd van Columbia-universiteit. Rockefeller had eerst plannen voor een nieuw onderkomen voor de Metropolitan Opera maar na de beurskrach van 1929 veranderden deze plannen en trok de opera zich terug uit het project.
De namen Radio City en Radio City Music Hall werden afgeleid van een van de eerste huurders van het gebouw, de Radio Corporation of America. Radio City Music Hall was een project van Samuel Roxy Rothafel en de voorzitter van de RCA, David Sarnoff. Rothafel had in 1927 al het Roxy Theater geopend. RCA had vele studio's voor NBC ontwikkeld aan Rockefeller Plaza 30, ten zuiden van de Music Hall. Het radio- en tv-gebouwencomplex dat de naam gaf aan de Music Hall staat nog steeds bekend als de NBC Radio City Studios.
De zaal opende op 27 december 1932 met een show waarin Ray Bolger en Martha Graham speelden. De opening was bedoeld om naar het variété terug te keren. Dit was echter geen succes en op 11 januari 1933 werd de eerste film, The Bitter Tea of General Yen met daarin Barbara Stanwyck, op een groot scherm vertoond.
RCMH heeft 5933 zitplaatsen en was ten tijde van de opening het grootste filmtheater ter wereld. Het werd ontworpen door Edward Durell Stone. Het interieur, van de hand van Donald Deskey, bevat glas, aluminium, chroom en geometrische ornamenten. Deskey keurde een rococo-ontwerp, destijds gebruikt voor verfraaiingen, af ten gunste van een art-deco-stijl.